# Farafenni
Farafenni város Gambiában, ami a transzgambiai felföldön a North Bank Községben fekszik Szenegál határával. Fontos kereskedelmi város.
Farafenni lakossága 30 000 körül van. A fő helyi nyelvek a mandinka, a volof és más fula nyelvek.
Időnként nevezik még Chakubantának vagy Faracitynek is. 
Csak egy felsős iskola van, a neve: Farafenni Senior Secondary School; továbbá két általános iskola: Farafenni Junior Secondary School és Angelican Junior Secondary School. A városon kívül található még két magániskola is: Farafenni Lower Basic School és a Mauritani Lower Basic School.